# Xerodes singularis
Xerodes singularis là một loài bướm đêm trong họ Geometridae.